# Восставший из ада 5: Преисподняя
«Восставший из ада 5: Преисподняя» (англ. Hellraiser: Inferno) — американский фильм ужасов 2000 года, перезапуск франшизы. Фильм снят в 2000 году режиссёром Скоттом Дерриксоном для ТВ и DVD. Первый фильм цикла, в создании которого Клайв Баркер не принимал участия. 
В фильме рассказывается о коррумпированном детективе, который обнаруживает ящик Лемаршана на месте преступления, в результате чего его жизнь постепенно рушится.
Отзывы о фильме были в целом неоднозначными, в основном потому, что фильм изначально не был написан как продолжение, а тон больше напоминает психологический фильм ужасов, чем обычный фильм ужасов, как первые четыре фильма. На Rotten Tomatoes фильм имеет рейтинг одобрения 20% на основе отзывов 5 критиков.
Продолжение, Восставший из ада 6: Поиски ада, вышло в 2002 году на телевидении и на видеоносителях.

## Сюжет
Детектив Джозеф Торн расследует загадочное убийство своего одноклассника Джея Чо. На месте преступления он находит странную шкатулку и палец ребёнка (пальцы потом оказываются на месте каждого убийства).
В свободное от работы время детектив развлекается в мотеле с проституткой Дафной. В ванной он открывает шкатулку и попадает в странное место, где встречается с сенобитами. Утром Джозефу кажется, что это только кошмарный сон, но на работе ему звонит Дафна и просит о помощи. Вернувшись в мотель, детектив находит девушку повешенной на крюке в ванной. Чтобы отвести от себя подозрения, Джозеф оставляет там пустую пачку из-под сигарет с отпечатками пальцев напарника, Тони Нинонина.
Расследование первого дела приводит Торна в салон пирсинга. От мастера он узнаёт о некоем Инженере, с которым у Джея Чо были какие-то общие дела. Джозеф идёт к своему информатору, наркодилеру Берни, которого прикрывает, и требует от него информацию об Инженере. Берни сначала отказывается отвечать, но после избиения сообщает всё, что ему известно и обещает узнать детали.
Нинонин настоятельно предлагает сообщить о Дафне руководству, и в ответ Джозеф говорит о вещах напарника, которые нашли на месте преступления. Тони понимает, что Джозеф подставил его, и вынужден молчать. Вскоре детектив получает видеокассету, на которой безликий сенобит жестоко убивает Берни. Но когда Джозеф решает показать запись коллегам, кассета оказывается пустой. Тем не менее, Берни находят убитым именно так, как было на плёнке. Из записи на автоответчике телефона дилера Торн узнаёт новый адрес — игорный дом Пармаджи. Однако там его жестоко избивают и сообщают, что он играет в игру Инженера.
Избитый Торн обращается за помощью к доктору Полу Грегори, психологу и священнику епископальной церкви. Упоминая о шкатулке Лемаршана и сенобитах, доктор рассказывает ему о другом детективе, который также расследовал дело об Инженере, но, не сумев поймать преступника, покончил с собой.
Дома Джозеф узнаёт от жены, что к его матери кто-то приходил. Детектив спешит к матери и отцу в дом престарелых, и там его посещают жуткие видения. Очнувшись, Торн понимает, что находится у себя дома, однако жена вновь сообщает ему о звонке матери. В доме престарелых Джозеф не находит родителей, но замечает окровавленную кровать отца, рядом с которой обнаруживает новое послание от Инженера с адресом.
Прибыв в указанное место, детектив видит, как в доме на другой стороне улицы сенобит убивает его напарника Тони. В это время раздаётся звонок, и Джозеф узнаёт, что будет ещё четыре убийства, после чего голос в телефонной трубке советует Торну ехать домой. Попав туда, детектив видит тела жены и дочери, висящие на столбе с гвоздями. Здесь же оказывается доктор Грегори и сообщает ему, что, как выяснила полиция, отпечатки пальцев ребёнка принадлежат детективу Джозефу Торну.
Доктор предлагает детективу отправиться в дом его детства. Там он видит себя ещё ребёнком, а родителей — молодыми. Затем родители мгновенно стареют и пытаются убить Джозефа. Ему едва удаётся спастись, после чего детектив видит Дафну, Берни и Тони, которые также пытаются его убить. Неожиданно появляются сенобиты во главе с Пинхедом. Видя среди них Инженера, Джозеф пытается застрелить его, но Пинхед обездвиживает его. В этот момент Инженер срывает кожу со своей головы, и детектив видит в нём самого себя. Пинхед поясняет шокированному Джозефу, что во время поимки Инженера он не ловил преступника, а открывал тёмную сторону собственной личности: потворствуя в прошлом низменным желаниям, Торн встал на путь порока, причиняя своими поступками страдания близким и друзьям, и теперь ему придётся за это расплачиваться.
После этого детектив вновь просыпается в ванной мотеля рядом со шкатулкой. Полагая, что всё в порядке, Джозеф спокойно едет на работу, но там ему снова звонит Дафна. В отчаянии детектив кончает жизнь самоубийством, однако после этого в очередной раз оказывается в ванной мотеля. Кошмар оказывается бесконечным.

## В ролях
- Крэйг Шеффер —  Джозеф Торн, детектив
- Николас Туртурро —  Тони Нинонин, детектив
- Джеймс Ремар —  Пол Грегори, доктор
- Даг Бредли — Пинхэд
- Николас Сэдлер — Берни
- Ноэль Эванс — Мелани Торн
- Линдсэй Тейлор — Хлоэ
- Мэтт Джордж — Леон Готье
- Майкл Шамус Уайлз — Пармаджи
- Саша Баррези — Дафна Шарп
- Кэтрин Жустин — мать
- Джессика Эллиот — в молодости, мать Джозефа
- Кармен Аргензиано — капитан
- Кристофер Нейман — эксперт
- Кристофер Криса — детектив, старый